# Солдатская синагога (Томск)
Солдатская синагога — синагога в Томске, одна из немногих деревянных синагог, сохранившихся в России и единственная солдатская деревянная в мире.
Является объектом культурного наследия регионального значения. 

## История
В 1865 году был приобретен свиток Торы, и в арендованном доме по Затеевскому переулку открылась временная «молитвенная школа», ставшая третьей синагогой в Томске после Хоральной (на улице Магистратской, ныне Розы Люксембург) и Каминерской (в Подгорном переулке, ныне Алексея Беленца). В 1872 году на купленном на средства кантонистов усадебном месте по Нечаевской улице (ныне проспект Фрунзе, 15) было построено новое деревянное здание. В южной части подвального помещения здания было оборудовано помещение для выпечки опресноков (мацы).
В 1906 году случился пожар в доме соседнего купца, и здание синагоги сильно пострадало. Восстанавливали и перестраивали её сами солдаты на свои деньги. Общественное руководство по строительству возглавил отставной капитан Г. Я. Цам, в состав комиссии входил архитектор Т. Л. Фишель. Проект на постройку школы «в мавританском стиле» выполнил «исполняющий дела» губернского архитектора А. И. Лангер. В 1907 году синагога открылась заново.
С установлением Советской власти, в 1920-х годах, здание синагоги перешло к школе беспризорных. Три купола на крыше здания были снесены. В 1930-е годы здание забрали у еврейской общины и переоборудовали под общежитие для сотрудников Томского государственного университета, которое просуществовало до 1990-х годов. Затем в нём жили обыкновенные томичи, в какой-то момент здание стало заброшенным из-за ветхости.
В начале 2018 года администрация города приняла решение передать здание солдатской синагоги, являющееся памятником архитектуры, томской еврейской общине. Соглашение между мэром Томска И. Г. Кляйном и главным раввином России Б. Лазаром было подписано 1 февраля.